# Aimé-Pierre Frutaz

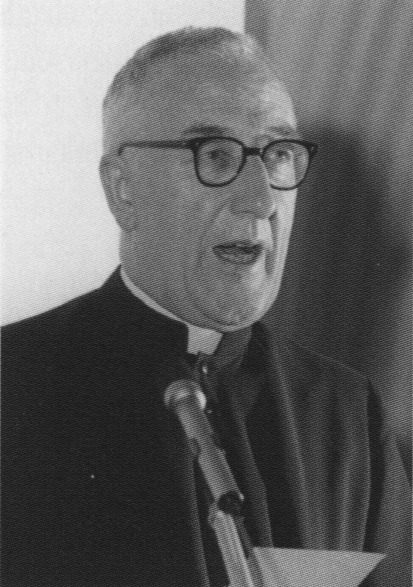
Amato Pietro Frutaz

Aimé-Pierre Frutaz, bekannt unter seinem italienischen Namen Amato Pietro Frutaz, (* 29. August 1907 in Torgnon im Aostatal; † 8. November 1980 in Rom) war ein italienischer Geistlicher, Kirchenhistoriker, Christlicher Archäologe und Kurienbeamter.

## Leben
Frutaz stammt aus Torgnon im Valtournenche, einem linken Seitental des Aostatals, das damals eine französisch- und frankoprovenzalischsprachige Region des Königreichs Italien war. Er erhielt seine Ausbildung am Priesterseminar in Aosta, empfing am 5. April 1930 die Priesterweihe in der Kathedrale von Aosta und wurde anschließend in der Seelsorge eingesetzt, seit 1931 an der Kathedrale von Aosta. In dieser Zeit wurde er auch Direktor der Bibliothek des Priesterseminars; dieser historischen Büchersammlung hatte schon seine erste wissenschaftliche Untersuchung von 1930 gegolten. Im Herbst 1933 ging er nach Rom, wo er den Rest seines Lebens verbrachte. Er studierte Christliche Archäologie am Pontificio Istituto di Archeologia Cristiana, wo er 1936 promoviert wurde, und Paläographie und Diplomatik an der Scuola Vaticana di Paleografia, Diplomatica e Archivistica, die er 1935 mit dem Diplom abschloss.
Ab 1936 arbeitet er in der historischen Abteilung der Ritenkongregation, wo er für historische Heiligsprechungsprozesse zuständig war. 1959 wurde er Generalrelator der historischen Abteilung, 1965 Untersekretär für die Selig- und Heiligsprechungsverfahren, seit 1969 für die Kongregation für die Selig- und Heiligsprechungsprozesse. 1943 wurde er von Papst Pius XII. zum Päpstlichen Kammerherrn und 1956 zum Prälaten ernannt.
Frutaz wurde in die vorbereitende Kommission des Zweiten Vatikanischen Konzils und 1960 in dessen Expertenkommission für Liturgie berufen und am 11. Mai 1966 zum Mitglied des Consiliums zur Ausführung der Liturgiekonstitution ernannt, welches die Beschlüsse des Konzils umzusetzen hatte. Er beeinflusste aufgrund seiner breiten liturgie- und kirchengeschichtlichen Kenntnisse die Tätigkeit dieser Gremien. Seine Forschungen über die Redaktionsgeschichte des Missale Romanum und die Kirchenreform nach dem Konzil von Trient kamen ihm dabei zugute.
Papst Paul VI. ernannte ihn 1973 zum Sekretär der Geschichtswissenschaftlichen Kommission und 1978 zum Apostolischen Protonotar. Papst Johannes Paul II. setzte ihn 1979 als Magister Collegii cultorum martyrum ein und ernannte ihn am 9. September 1979 zum Domherrn am Petersdom in Rom sowie am 1. Februar 1980 zum Generalauditor der Apostolischen Kammer.

## Werk
Frutaz beschäftigte sich mit kirchenhistorischen, christlich-archäologischen, liturgiegeschichtlichen und hagiographischen Themen. So beschrieb er etwa die Geschichte der Überführung von Reliquien seit den Anfängen im vierten Jahrhundert, als man die Gebeine des antiochenischen Märtyrerbischofs Babylas auf kaiserliche Veranlassung an andere Kultorte brachte, und die Funktion von Reliquien bei der Altarweihe.
1956 hatte er im Auftrag der Ritenkongregation eine Untersuchung über die geplante Heiligsprechung der während der Französischen Revolution als christliche Märtyrer hingerichteten Priester, darunter als bekanntester Andreas Ignaz Joseph Gosseau aus Valenciennes (1743–1794), durchgeführt und in lateinischer Sprache publiziert. Frutaz verfasste unter anderem den Bericht der Ritenkongregation von 1966 im Hinblick auf die Anerkennung des traditionell bestehenden liturgischen Kultes der Äbtissin Adelheid von Vilich und den Bericht über den Kult des Heiligen Berthold von Garsten.
Zahlreichen weitere wissenschaftlichen Arbeiten sind der Quellenkunde und Archäologie vorwiegend der Stadt Rom und des Aostatals gewidmet. Er publizierte eine kritische Ausgabe der Vita des Heiligen Ursus von Aosta und eine Sammlung von Schriftquellen zur Geschichte des Aostatals. Sein wichtigstes wissenschaftliches Werk bildet die Zusammenstellung der Pläne der Stadt Rom vom 15. bis zum 19. Jahrhundert, die an Vorarbeiten von Franz Ehrle und Hermann Eggers anknüpfte. Das dreibändige Werk mit 267 Karten des Stadtplans ist ein Standardwerk für die Baugeschichte Roms. Im 21. Jahrhundert hat unter dem Namen Progetto Frutaz / The Frutaz Project, das vom Rome Global Gateway der University of Notre Dame, der Biblioteca Apostolica Vaticana und der Biblioteca Nazionale Centrale getragen wird, die Neubearbeitung des Werkes von Amato Pietro Frutaz begonnen. 1972 publizierte er die historischen Karten von Latium.
Frutaz war Mitarbeiter von Enzyklopädien wie der Enciclopedia Cattolica, dem Lexikons für Theologie und Kirche, dem Dictionnaire d’histoire et de géographie ecclésiastiques und dem Dictionnaire de spiritualité.

## Mitgliedschaften
Er war Mitglied zahlreicher wissenschaftlicher Organisationen, unter anderem der Pontificia Accademia Romana di Archeologia (1960), der Académie des sciences, belles-lettres et arts de Savoie, des Päpstlichen Komitees für Geschichtswissenschaft (1962) und der Société des Bollandistes (1962). In seiner Heimat trat er schon 1927 der Società Piemontese di Archeologia e Belle Arte bei und wurde 1931 in die Société Académique Religieuse et Scientifique de l’Ancien Duché d’Aoste (auch Académie Saint-Anselme) in Aosta aufgenommen. Von 1966 bis 1980 wirkte er als Präsident dieser wissenschaftlichen Vereinigung im Aostatal.

## Veröffentlichungen (Auswahl)
- Formation et developpement de la Bibliothèque du Grand séminaire et petite notice sur la doctrine de s. Thomas en Vallée d’Aoste. Aosta 1930.
- Antipapa. In: Enciclopedia Cattolica. Band 1: A – Arn. Ente per l'Enciclopedia cattolica e per il libro cattolico, Città del Vaticano 1948, S. 598–622.
- Redazione inedita della 'Vita Beati Ursi presbyteri et confessoris de Augusta Civitate'. Aosta 1953.
- Beatificationis seu declarationis martyrii Servorum Dei Andreae Ignatii Iosephi Gosseau et sociorum XLVI in odium fidei, uti fertur, annis 1792–1799 interfectorum positio super introductione causae et super martyrio ex officio concinnata. Rom 1956.
- Il Torrione di Niccolò V in Vaticano. Notizia storica nel V Centenario della morte del pontefice umanista 24 marzo 1455–24 marzo 1955. Città del Vaticano 1956.
- Il complesso monumentale di Sant’Agnese e Santa Costanza. Città del Vaticano 1960.
- Contributo alla storia del messale promulgato da S. Pio V. nel 1570. In: Problemi di vita religiosa in Italia nel cinquecento; Italia Sacra 2. Padua 1960, S. 187–214.
- Le piante di Roma.  1 Text-, 2 Tafelbände, Istituto di Studi Romani, Rom 1962.
- Le fonti per la storia della Valle d’Aosta (= Thesaurus ecclesiarum Italiae Serie 1 Piemonte Band 1). Edizioni di Storia e Letteratura, Rom 1966.
- Le carte del Lazio. 3 Bände, Istituto di Studi Romani, Rom 1972.
- I monumenti paleocristiani di Aosta nel contesto storico e urbanistico della citta. In: Bulletin de l'Académie Saint-Anselme 49, 1979, S. 3–38.
- (Hrsg.): Basilica di S. Pietro in Vincoli, Roma. Rom 1981.